# Cupania oblongifolia
Cupania oblongifolia là một loài thực vật có hoa trong họ Bồ hòn. Loài này được Mart. mô tả khoa học đầu tiên năm 1838.